# Мамедов, Юсуф Шихмамед оглы
Юсуф Шихмамед оглы Мамедов (азерб. Yusif Şıxməmməd oğlu Məmmədov; 1896 год, Нахичеванский уезд — 10 июня 1983 года, Джульфинский район) — советский азербайджанский виноградарь, Герой Социалистического Труда (1949).

## Биография
Родился в 1896 году в селе Гёйдере Нахичеванского уезда Эриванской губернии (ныне Джульфинский район Нахичеванской АР Азербайджана).
Начал трудовую деятельность рядовым колхозником в 1935 году в колхозе имени Ворошилова (позже имени Джаббарлы) Джульфинского района. Позже до 1971 звеньевой.
В 1948 году достиг высоких показателей в области виноградарства.
Указом Президиума Верховного Совета СССР от 21 июля 1949 года за получение высоких урожаев винограда Мамедову Юсуфу Шихмамед оглы присвоено звание Героя Социалистического Труда с вручением ордена Ленина и золотой медали «Серп и Молот».
С 1968 года на всесоюзной пенсии.
Скончался 10 июня 1983 года в родном селе.